# Панорама (Солун)
Панорама (грч. Πανόραμα) је солунско градско насеље и седиште општине Капуџилар-Хортач у периферији Средишња Македонија, Грчка. Према попису из 2021. године било је 17.669 становника.
Према бугарском географу и историчару, Василу Канчову, у Панорами је 1900. године живело 205 Турака. Током Балканских ратова насеље је страдало и локално становништво протерано, тако је 1913. године насеље било напуштено. Касније су досељени грчки колонисти, којих је на попису из 1920. године било 133. До 1924. године насељено је 148 грчких избегличких породица из Турске, укупно 500 особа. Грчке власти 1928. мењају назив места Арсакли у Панорама. У атару Панораме педесетих година 20. века су основана насеља Амислон, Аналипсис, Платанаћа, која су касније спојена са Панорамом.